# Атрезия желчевыводящих путей
Атрезия желчевыводящих путей (билиарная атрезия) — редкая врождённая патология, при которой желчевыводящие пути непроходимы или отсутствуют. Единственным лечением является хирургическая операция новорождённого с целью искусственного создания протоков (портоэнтеростомия, процедура Касаи) или пересадки печени. Но даже при хирургическом вмешательстве вероятность смертельного исхода выше 50 %.

## Классификация атрезий желчных протоков по Sawaguchi
Расположение места обструкции:
- Тип I — Общий желчный проток
- Тип II — Печеночный проток
- Тип III — Внутрипеченочные протоки

Состояние общего желчного протока:
- неизменен
- в виде фиброзного тяжа
- аплазия
- другие изменения

## Симптоматика
Атрезия внепеченочных протоков проявляется сразу после рождения желтухой с зеленоватым оттенком, прогрессирующей в дальнейшем с повреждением гепатоцитов и развитием печеночной недостаточности. Моча с первых дней окрашена в цвет  темного пива, а стул ахоличный.  При отсутствии лечения продолжительность жизни детей составляет 11-16 месяцев. Диагностика возможна между 1 и 6 неделями после родов, в первые дни жизни её нельзя отличить от обычной желтухи у новорождённых, встречающейся достаточно часто и не свидетельствующей о чём-либо опасном. Характерным для атрезии является именно нарастание желтухи. Примерно у 40 % младенцев появляется характерный серовато-белый кал без желчи (ахоличный).
Причины атрезии точно неизвестны. Развивается она на ранней стадии эмбриогенеза, какой-либо связи с медикаментами или прививками, поступающими в организм матери во время беременности, не усматривается. В США она встречается у 1 ребёнка из примерно 10-20 тысяч. Девочки с атрезией рождаются несколько чаще, чем мальчики. Обычны случаи, когда с атрезией рождается только один ребёнок из нескольких в семье (и даже только один из близнецов).

## Лечение
Операцию желательно производить не позже чем над двухмесячными детьми, поскольку положительные результаты операции может уничтожить развивающийся цирроз печени, резко снижающий процент выживаемости. В настоящее время широко используются реконструктивные операции (процедура Касаи, по имени предложившего её японского хирурга), при своевременном выполнении которых положительный прогноз ожидается у 30-40 % детей. При отсутствии эффекта или невозможности реконструктивной операции (например, нарушения внутрипеченочных протоков) показано проведение трансплантации печени.